# Klaus Dibiasi

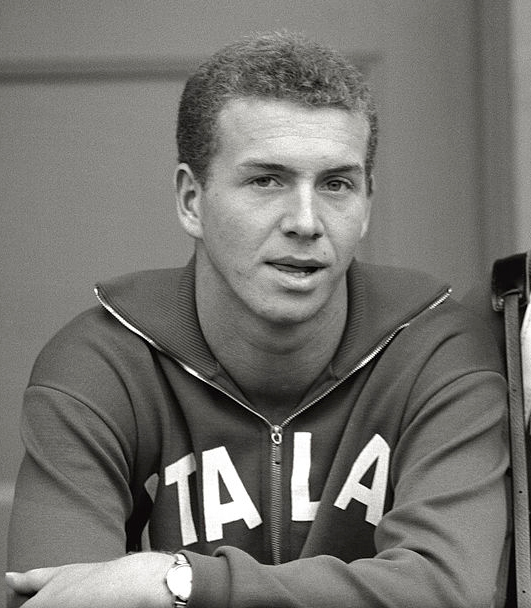
Klaus Dibiasi v roce 1964

Klaus Dibiasi (* 6. října 1947 Hall in Tirol) je bývalý italský reprezentant ve skocích do vody. Je dosud jediným skokanem, který vybojoval zlato na třech olympiádách po sobě.
Jeho otec Carlo Dibiasi reprezentoval Itálii na berlínské olympiádě a skončil na desátém místě ve skoku z desetimetrové věže. Po válce žil v Rakousku, kde se Klaus narodil a prožil dětství, později se rodina vrátila do Itálie. Klaus Dibiasi získal dvě zlaté medaile na Středomořských hrách 1963 a dvě zlaté na Univerziádě 1970, vyhrál skoky z věže na mistrovství světa v plavání 1973 a 1975. Na olympijských hrách byl druhý ve skocích z 3m prkna v roce 1968 a ve skocích z 10m věže v roce 1964, skoky z věže vyhrál v letech 1968, 1972 a 1976. Na olympiádě 1976 vedl italskou výpravu jako vlajkonoš, účastnil se také závěrečného ceremoniálu turínské zimní olympiády. V roce 1981 byl uveden do Mezinárodní plavecké síně slávy, obdržel také vyznamenání Medaglia d'oro al valore atletico.